# Parzeń
Pour les articles homonymes, voir Parzen.
Parzeń (prononciation : [ˈpaʐɛɲ]) est un village polonais de la gmina de Brudzeń Duży dans le powiat de Płock de la voïvodie de Mazovie dans le centre-est de la Pologne.
Il se situe à environ 5 kilomètres à l'est de Brudzeń Duży (siège de la gmina), 15 kilomètres au nord-ouest de Płock (siège du powiat) et à 109 kilomètres au nord-ouest de Varsovie (capitale de la Pologne).
Le village compte approximativement une population de 368 habitants en 2006.

## Histoire
De 1975 à 1998, le village appartenait administrativement à la voïvodie de Płock.